# Mare Undarum
Mare Undarum (do latim: "Mar Ondulado") é um mar lunar irregular localizado  ao norte do Mare Spumans no lado visível da Lua, entre a cratera Firmicus e a parte oriental. É um dos muitos lagos elevados contidos na bacia Crisium, que circunda o Mare Crisium.
Suas coordenadas selenográficas são  6.8° N, 68.4° E [i] e tem um diâmetro máximo de 243 km, numa área de 21 mil km². O material espalhado no 'mare' é do período nectárico, de quase 4 bilhões de anos atrás. A cratera Dubyago pode ser vista ao sul do 'mare'; no nordeste está a cratera Condorcet P.